# Communauté de communes des stations du Mercantour
La communauté de communes des stations du Mercantour était une structure intercommunale regroupant trois communes des Alpes-Maritimes de stations de sports d'hiver du Parc national du Mercantour. La commune-centre était Isola.

## Histoire
Créée en 2000, la communauté de communes des stations du Mercantour s'appelait initialement Communauté de communes de la Haute-Tinée.
Elle disparaît le 31 décembre 2011 pour fusionner avec la communauté urbaine Nice Côte d'Azur et les communautés de communes Vésubie-Mercantour et de la Tinée, aboutissant ainsi à la création de la métropole Nice Côte d'Azur.

## Composition
- Isola
- Saint-Dalmas-le-Selvage
- Saint-Étienne-de-Tinée

## Pour approfondir